# ベッドフォード・フォールズ・カンパニー
ベッドフォード・フォールズ・カンパニー (The Bedford Falls Company; または ベッドフォードフォールズプロダクションズ (Bedford Falls Productions))は、1985年に マーシャル・ハースコビッツ と エドワード・ズウィック によって設立されたアメリカの映画およびシリーズ制作会社である。